# Agregator vesti
U računarstvu, u agregator vesti, takođe nazivan agregator novosti, čitač novosti, čitač vesti, RSS čitač, ili jednostavno agregator je klijentski softver, ili web aplikacija koja skuplja zajednički web sadržaj kao što su naslovi, blogovi i video blogovi i stavlja ih na jedno mesto radi lakog pregledanja.

## Funkcionisanje
Posećivanje različitih web sajtova da bi videli da li je novost ažurirana može uzeti puno vremena. Tehnologija skupljanja pomaže da se objedini mnogo sajtova na jednu stranicu koja može pokazti novu ili ažuriranu informaciju sa mnogo sajtova. Agregatori redukuju vreme i trud potreban da se redovno provere web sajtovi i ažuriranja, praveći unikatni informacijski sadržaj,ili personalne novine. Jednom upisan na novoost, agregator je u mogućnosti da proveri sav novi sadržaj i nađe ažuriranja u određenim terminima. Sadržaj je nekad opisan kao povučen do korisnika, suprotno od poguran (npr email). Nasuprot primaocima nekih poguranih informacija, korisnici agregatora mogu lako da se odjave od novosti.
Karakteristike agregatora su često ugrađene u sajtove web portala,u samim web pretraživačima u email aplikacijama i aplikacionom softveru napravljenom specijalno za čitanje novosti. Agregator pruža sjedinjene poglede na sadržaj u jednom pretraživaču, ili desktop aplikaciji. NEki agregatori imaju mogućnost automatskog skidanja media fajlova,kao sto su MP3 snimci. U nekim slučajevima, oni mogu biti automatski prebačeni na prenosive midija uređaje, kao što je iPod, kada su priključeni na korisnički računar.
Do 2011, pojvili su se takozvani RSS-naratori, koji su skupljali tekstualne novosti, i pretvarali ih u audio snimke za slušanje izvan mreže.

## Tipovi
Raznolikost softverskih aplikacija i komponenata koje su dostupne za sakupljanje, formatiranje,prevođenje i objavljivanje XML novosti su dokaz fleksibilnosti formata.

### News aggregation websites
Primer ovih sjtova su Drudge Report i Huffington Post., Google News, Newsvine and World News (WN) Network, gde je skupljanje potpuno automatsko, koristeći algoritme koji odrađuju sastavnu analizu,i grupišu slične priče zajedno, i JockSpin, koji skuplja i kategoriše većinu naslova automatski, ali i dodaje manualno odrađene naslove kao i sopstvene članke.
SAjtovi sa sakupljanje novosti su počeli sa sajtovima kao što su Drudge Report, NewsNow, Breitbart.com i Huffington Post, gde je sadržaj još uvek bio pisan od strane ljudi. SAjtovi kao što su Google News, sa druge strane su bazirani na algoritmima koji popunjavaju sadržaj koji su ili automatski odabrani,ili manualno dodati izvori.

### Čitači novosti bazirani na WEB-u
Omogućavaju korisniku da nađu web novost na internetu i da je dodaju svom čitaču. Online čitači novosti uključuju Bloglines, Feedly, Google Reader (obustavljen 1. Jula, 2013), My Yahoo!, i Netvibes. Oni su napravljeni za lično korišćenje i sređivani daljinskim serverima. S obzirom na to da je aplikacija dostupna preko interneta, može biti korišćena od strane bilo kog korisnika sa internet konekcijom.
Naprednije metode skupljanja novosti se pružene preko Ajax kodnih tehnika i XML komponenti nazivanih web dodatci. Zahvatajući potputno prekrivene aplikacije,pa čak i male fragmente izvornog koda koji mogu biti ugrađeni u manje programe. Omogućavaju korisniku da skupi OPML fajlove, email usluge, dokumenta, ili novosti u jedan interfejs. Mnoge prilagodljive glavne stranice pružaju ovu mogućnost.
Kao dodatak agregatorskim uslugama najviše za individualno korišćenje, postoje web-aplikacije koje mogu da skupe više blogova u jedan. Jedna takva sorta — takozvani zemaljski sajtovi — su korišćeni od strane onlina zajednica za sakupljanje blogova na nekoj lokaciji. Ime su dobili po Planet aggregatoru, serverskoj aplikaciji napravljenoj u ove svrhe.

### Aplikacije čitača novosti
Njegovi klijenti su aplikacije instalirane na PC, smartphone, ili tablete, dizajnirane da skupe web novosti i skupe ih zajedno koristeći interfejs blizak korisnicima. Grafički korisnički interfejs takvih aplikacija ponekad podseća na email klijente, koristeći troslojnu kompotiziju u kojoj su informacije spojene na levo,a individualni ulazi su razloženi, selektovani, i pročitani desno. Softverski agregatori takodje mogu poprimiti oblik novina časovnika, koji upozore i prikažu ažuriranja u prozoru kada je ponovo pokrenut, pretraživački web makro alati ili kao manje komponente (zvane dodatci, ili ekstenzije), koje mogu ugraditi vesti u operativni sistem ili softversku aplikaciju kao što je web pretraživač. Klijenske aplikacije uključuju Mozilla Firefox, Microsoft Office Outlook, iTunes, FeedDemon i mnoge druge.

## Medijski agregatori
Ovaj izraz se ponekad odnosi na podcatchers zbog toga što se ovaj izraz popularno koristi za novosti sa video i audio zapisom. Ovo su klijenski softveri ili web bazirane aplikacije koje sadrže audio ili video medijske priloge. Mogu biti korišćeni za automatsko skidanje medija sa interneta, puštanja medija preko aplikacionog interfejsa, ili sinhronizovanja medisjkog sadržaja sa prenosivim medija uređajima.

## Široko hvatanje
Nekoliko BitTorrent klijentskih softverskih aplikacija je dodalo mogućnost da hvatate torente izloženih multimedija preko agregacija web novosti.

## Filtriranje vesti
Jedan od problema sa agregatorima vesti je da obim članaka nekada može biti preveliki, naročito ako korisnik ima mnogo web pretplata. Kao rešenje, mnogi čitači novosti omogćavaju korisniku da označi novost sa jednom ili više ključnih reči koje će biti korišćene za sortiranje i filtriranje dostupnih članaka u lako navigacione kategorije. Još jedna opcija je da se ubaci Attention Profile koji će filtrirati predmete baziran na njihovoj važnosti u skladu sa korisnikovim interesovanjima.